# Откровение (альбом)
«Откровение» — пятый студийный альбом группы Маврин, выпущенный в 2006 году.

## Об альбоме
На этом альбоме был впервые представлен молодой вокалист, Андрей Лефлер. Звук песен выстроен немного не так, как на предыдущих релизах, и кажется чуть мягче. Тем не менее, он остаётся плотным и качественным, хорошо узнаваемым фирменным саундом «Маврика». Песни интересны и динамичны, включают сложные партии с проникновенными мелодиями, имеющими в основе фольклорное наследие. По мнению самого Маврина, каждая композиция в альбоме представляет откровение разных сфер жизни.
На песню «Вольная птица» был издан клип, содержащий кадры с концертов и гастролей группы.

## Список композиций
Вся музыка написана Сергеем Мавриным, если не указано другое.
| №   | Название                             | Текст песни       | Музыка         | Длительность |
| --- | ------------------------------------ | ----------------- | -------------- | ------------ |
| 1.  | «Вестник» (инструметал)              | —                 |                | 0:45         |
| 2.  | «Вольная птица»                      | Маврин            |                | 5:22         |
| 3.  | «Откровение»                         | Маргарита Пушкина |                | 5:56         |
| 4.  | «Унеси меня, дорога»                 | Маврин, Пушкина   |                | 6:31         |
| 5.  | «Город, стоящий у Солнца»            | Маврин            |                | 5:33         |
| 6.  | «Здесь и сейчас»                     | Анна Балашова     |                | 7:30         |
| 7.  | «Линия судьбы»                       | Маврин            |                | 4:05         |
| 8.  | «Воины»                              | Маврин            |                | 8:51         |
| 9.  | «Покаяние» (инструметал)             | —                 |                | 1:26         |
| 10. | «Приговорённый к любви» (бонус-трек) | Пушкина           | Александр Швец | 6:41         |
| 11. | «За чертой» (бонус-трек)             | Балашова          |                | 4:51         |

## Участники записи
- Андрей Лефлер — вокал
- Сергей Маврин — гитара, клавишные
- Юрий Алексеев — ритм-гитара
- Александр Швец — бас-гитара
- Павел Элькинд — ударные